# Комиссия истины и примирения
Комиссия истины и примирения (англ. The Truth and Reconciliation Commission, TRC) — орган восстановительного правосудия в ЮАР.
Комиссия была органом восстановительного правосудия, созданным в Южной Африке в 1996 году после окончания апартеида. Уполномоченная Нельсоном Манделой и под председательством Десмонда Туту комиссия пригласила свидетелей, которые были идентифицированы как жертвы грубых нарушений прав человека, дать показания о своем опыте и отобрала некоторых для публичных слушаний. Лица, совершившие насилие, также могли давать показания и просить об амнистии как от гражданского, так и от уголовного преследования.
Институт справедливости и примирения был основан в ЮАР в 2000 году как организация-преемник комиссии.

## Создание и мандат
Комиссия была создана в соответствии с Законом о содействии национальному единству и примирению (англ. Promotion of National Unity and Reconciliation Act), № 34 от 1995 года, и располагался в Кейптауне, ЮАР. В состав комиссии входил ряд высокопоставленных членов, в том числе архиепископ Десмонд Туту (председатель), Алекс Борейн (заместитель председателя), Сиси Хампепе, Винанд Малан, Клаас де Йонге и Эмма Машинини. Слушания начались в 1996 году. Мандат комиссии заключался в том, чтобы свидетельствовать, регистрировать и в некоторых случаях предоставлять амнистию лицам, совершившим преступления, связанные с нарушениями прав человека, а также предлагать возмещение ущерба и реабилитацию жертвам. Также был создан реестр примирения, чтобы обычные южноафриканцы, желающие выразить сожаление по поводу прошлых прегрешений, также могли письменно изложить свое раскаяние:219.

## Комитеты
Работа комиссии осуществлялась через три комитета:
- Комитет по нарушениям прав человека (англ. The Human Rights Violations Committee) расследовал нарушения прав человека, произошедшие в период с 1960 по 1994 год.
- Комитету по возмещению ущерба и реабилитации (англ. The Reparation and Rehabilitation Committee) было поручено восстановить достоинство жертв и разработать предложения по оказанию помощи в реабилитации.
- Комитет по амнистии (англ. The Amnesty Committee) рассматривал заявления лиц, обратившихся за амнистией в соответствии с положениями Закона.

## Процесс
Публичные слушания Комитета по нарушениям прав человека и Комитета по амнистии проводились во многих местах по всей Южной Африке, включая Кейптаун (в Университете Западно-Капской провинции ), Йоханнесбург (в Центральной методистской миссии) и Рандбург (в Библейской Церкви Рема). Комиссия была уполномочена предоставлять амнистию тем, кто совершил злоупотребления в эпоху апартеида, при условии, что преступления были политически мотивированными, соразмерными и было полное признание вины лицом, ходатайствующим об амнистии. Чтобы избежать «победоносного правосудия», ни одна из сторон не освобождалась от выступления перед комиссией. Комиссия заслушала сообщения о нарушениях прав человека и рассмотрела заявления об амнистии со всех сторон, от государства апартеида до освободительных сил, включая Африканский национальный конгресс.

### Числа
Комиссия установила, что в период с 1948 по 1989 год при апартеиде погибло 7000 человек. Жертвами грубых нарушений прав человека стали более 19 050 человек. Еще 2975 жертв были идентифицированы посредством заявлений об амнистии. Сообщая об этих цифрах, комиссия выразила сожаление по поводу того, что число жертв между теми, кто добивается реституции, и теми, кто добивается амнистии, очень незначительно совпадает.
Всего было отклонено 5392 заявления об амнистии, удовлетворено только 849 из 7111 (с учетом ряда дополнительных категорий, таких как «забравшие заявления»).

## Значение и влияние
Акцент комиссии на примирении резко контрастировал с подходом, использованным в ходе Нюрнбергского процесса и других мер денацификации. Первое коалиционное правительство Южной Африки предпочло добиваться прощения, а не судебного преследования, и возмещения ущерба, а не возмездия.
Мнения расходятся по поводу эффективности метода восстановительного правосудия комиссии по сравнению с методом карательного правосудия, примером которого является Нюрнбергский процесс. В одном обзорном исследовании эффективность комиссии измерялась на различных уровнях:
- Полезность с точки зрения подтверждения того, что произошло во время режима апартеида («выявление истины»)
- Чувство примирения в результате деятельности комиссии
- Положительные эффекты внутри страны и на международном уровне, которые оказала комиссия в политической и экономической среде Южной Африки

В исследовании Орландо Лентини были измерены мнения трех этнических групп: англоафриканцев, африканеров и коса. По словам исследователей, все участники считали комиссию эффективным средством установления истины, но в разной степени, в зависимости от рассматриваемой группы. Различия во мнениях об эффективности можно объяснить тем, как каждая группа рассматривала разбирательство. Некоторые считали его не совсем точным, поскольку многие люди лгали, чтобы уберечь себя, получив амнистию за свои преступления.  Некоторые заявили, что разбирательство только помогло им напомнить об ужасах прошлого, хотя они пытались забыть о них. Таким образом, эффективность комиссии с точки зрения достижения именно тех целей, которые указаны в ее названии, остается под сомнением.

## Освещение в СМИ
Первоначально слушания планировалось провести в закрытом режиме, но вмешательство 23 неправительственных организаций в конечном итоге позволило получить доступ СМИ к слушаниям. 15 апреля 1996 года Национальная телерадиокомпания Южной Африки транслировала в прямом эфире первые два часа слушаний первого заседания комитета по нарушениям прав человека. При финансовой поддержке норвежского правительства радио продолжало вести прямые трансляции. Дополнительные громкие слушания, такие как показания Винни Манделы, также транслировались в прямом эфире. Остальные слушания транслировались по телевидению каждое воскресенье, с апреля 1996 года по июнь 1998 года, в виде часовых выпусков специального отчета Комиссии по установлению истины (англ. Truth Commission Special Report). Программу представил прогрессивный африканерский журналист Макс дю При, бывший редактор Vrye Weekblad. Продюсерами программы были Аннелиз Берджесс, Ян Тернер, Бенедикт Мотау, Гаэль Рейгон, Рене Шибе и ассистент продюсера Бронвин Николсон.

## В искусстве и популярной культуре

### Кино
О комиссии сняты различные фильмы:

#### Документальные фильмы
- Confronting the Truth (2006) Стива Йорка . Произведено совместно с Институтом мира США .
- Facing the Truth (1999) Билла Мойерса . Двухсерийный сериал PBS[15].
- Long Night's Journey into Day(2000) Фрэнсис Рид[16]. Получил приз Большого жюри за лучший документальный фильм на кинофестивале «Сандэнс».

#### Художественные фильмы
- Forgiveness (2004) Яна Гэбриэла . Южноафриканский художественный фильм, в котором актер южноафриканского происхождения Арнольд Вослу играет главную роль в роли опального бывшего полицейского, просящего прощения у семьи активиста, которого он убил при режиме апартеида. С Куанитой Адамс и Зейном Мисом.
- In My Country (2004). Художественный фильм, основанный на автобиографическом тексте Анджи Крог «Страна моего черепа» 1998 года, посвященном освещению ею слушаний. С Сэмюэлем Л. Джексоном и Жюльет Бинош.
- Red Dust (2004). Художественный фильм по одноименному роману южноафриканской писательницы Джиллиан Слово . С Хилари Суонк, Джейми Бартлеттом и Чиветел Эджиофор .
- Zulu Love Letter (2004). Фильм Рамадана Сулемана с Памелой Номвете в главной роли.
- The Forgiven(2018). Фильм Роланда Жоффе с Форестом Уитакером в роли Десмонда Туту и Эриком Бана в роли Пита Бломфельда.

### Театр
О комиссии поставлено несколько пьес:
- Truth in Translation (2006), Пааво Том Тамми, в сотрудничестве с американским режиссером Майклом Лессаком и труппой Colonnades Theater Lab, Южная Африка.
- Ubu and the Truth Commission(1997), Джейн Тейлор и Уильям Кентридж .
- Nothing but the Truth (2002), Джон Кани.
- The Story I Am About to Tell, созданная в сотрудничестве с группой поддержки Хулумани.
- The Dead Wait, Пол Херцберг.
- Truth and reconciliation, Дебби Такер Грин (2011)
- Strange Courtesies компании San Jose Stagte (март 2021 г.)

### Художественная литература
- Taylor, Jane. Ubu and the Truth Commission. Cape Town: University of Cape Town Press, 2007.
- Wicomb, Zoe. 2006. Playing in the Light
- Slovo, Gillian 2000. Red Dust. Virago ISBN 978-0-393-32399-3
- Flanery, Patrick. Absolution.
- Krog, Antje. Country of My Skull, 1998.

### Поэзия
- Некоторые стихи Ингрид де Кок в Terrestrial Things (2002) посвящены комиссии.

## Критика
Исследование, проведенное в 1998 году Южно-Африканским Центром по изучению насилия и примирения (англ. South Africa's Centre for the Study of Violence and Reconciliation) и Группой поддержки Хулумани (англ. the Khulumani Support Group) в ходе которого были опрошены несколько сотен жертв нарушений прав человека в эпоху апартеида, показало, что большинство считает, что комиссия не смогла добиться примирения между черным и белым сообществами. Большинство считало, что правосудие является предпосылкой для примирения, а не альтернативой ему, и что комиссия была ориентирована на виновников злоупотреблений. В результате недостатков комиссии и нерешенных травм многих жертв группы жертв вместе с неправительственными организациями и юристами передали различные дела, связанные с комиссией, в суды Южной Африки и США в начале 2000-х годов.
Еще одна дилемма, стоящая перед комиссией, заключалась в том, как отдать должное показаниям тех свидетелей, которым был необходим перевод. Считалось, что из-за большого расхождения между эмоциями свидетелей и тех, кто их переводил, большая часть воздействия терялась при межъязыковом переводе. Кратковременно опробованное решение заключалось в том, чтобы переводчики имитировали эмоции свидетелей, но это оказалось катастрофическим и от него быстро отказались:xiv.
В то время как бывший президент Фредерик де Клерк предстал перед комиссией и повторил свои извинения за страдания, причиненные апартеидом, многие чернокожие южноафриканцы были возмущены амнистией, объявленной за нарушения прав человека, совершенные правительством апартеида. В местных репортажах того времени отмечалось, что его неспособность признать, что политика бывшего правительства дала силам безопасности «лицензию на убийство» довела председателя архиепископа Десмонда Туту почти до слез.
BBC описала подобную критику как происходящую из «фундаментального непонимания» мандата комиссии, который заключался в том, чтобы раскрыть правду о прошлых злоупотреблениях, используя амнистию в качестве механизма, а не наказывать прошлые преступления. Критики комиссии оспаривают это, заявляя, что их позиция — это не недоразумение, а отказ от мандата комиссии.
Среди наиболее громких возражений была критика со стороны семьи известного активиста, выступающего против апартеида Стива Бико, который был убит полицией безопасности, и чья история была показана в фильме «Клич свободы». Семья Бико описала комиссию как «средство политической целесообразности», которое «отняло» у них право на справедливость. Семья выступила против амнистии его убийц на этих основаниях и подала иск в высший суд Южной Африки, утверждая, что деятельность комиссии является неконституционной.

С другой стороны, бывший президент государства апартеида Питер Виллем Бота отказался явиться в комиссию, назвав ее «цирком». Его неповиновение привело к штрафу и условному приговору, но приговор был отменен в апелляционном порядке. Драматург Джейн Тейлор, автор знаменитого фильма Ubu and the Truth Commission, критиковала комиссию:
Работа комиссии, несомненно, представляет собой монументальный процесс, на выяснение последствий которого потребуются годы. Однако, несмотря на всю свою значительность результат этой работы проникает в нашу культуру асимметрично и неравномерно во многих секторах. Например, работа комиссии в небольших сельских общинах в местном церковном зале включает значительную часть населения по воздействию сильно отличается от её воздействия в крупных городских центрах, где она маргинализируется другими общественными и экономическими видами деятельности :v.

## Внешние ссылки
- Официальный веб-сайт
- «Следы истины»: документы, относящиеся к Комиссии истины и примирения